# 3-я Советская улица (Санкт-Петербург)
3-я Сове́тская улица — улица в Санкт-Петербурге, проходящая от Греческого проспекта до проспекта Бакунина.

## История
- В середине XVIII века здесь находились Рождественские слободы. Название получили по церкви Рождества Христова (на пересечении 6-й Советской улицы с Красноборским переулком, снесена). Когда на месте слобод образовались улицы, нынешняя 3-я Советская получила название 1-я Рождественская (1789—1798).
- С 1777 по 1797 год — 1-я.
- 1776 год — 1-я линия Слонового двора.
- С 1789 по 1792 год — 1-я Рождественская линия.
- С 1790 по 1794 год — 1-я линия Рождественский части.
- С 1794 по 1801 год — 1-я линия на Песках.
- В 1792 году нумерация улиц сдвигается на единицу, улица получает название 2-я.
- Эта нумерация сохраняется до 1822 года, с 1804 года называется 2-я Рождественская.
- На плане 1812 года появляется современная нумерация улиц — 3-я Рождественская.
- С 1835 по 1857 год — 3-я.
- После 1858 года появляется современное написание названия — 3-я Рождественская.
- На плане 1835 года обозначена как Съезжинская улица. Название получила по Съезжему двору Рождественской части (д. 50).
- Первоначально проходила от Греческого проспекта до Мытнинской улицы, в 1870-е годы продлена от Мытнинской улицы до проспекта Бакунина.
- Современное название получила 6 октября 1923 года. Названа в честь советской власти, к шестой годовщине Октябрьского вооружённого восстания 1917 года.

## Примечательные здания и сооружения

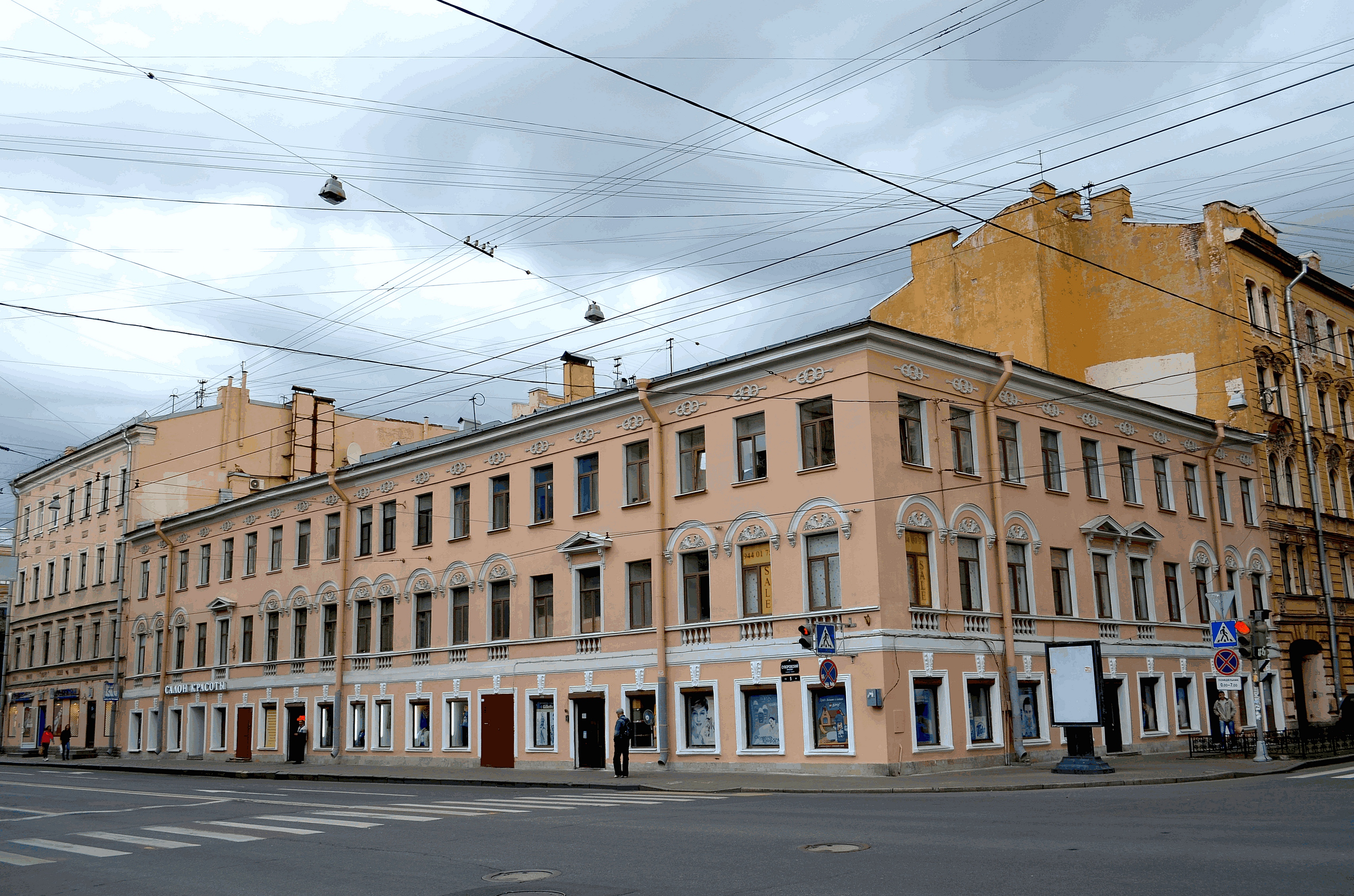
Доходный дом А. Александровой

- Дом № 2 (Греческий пр., 3) — дом Красиловой, конец XVIII в., расширен в первой четверти XIX в.  7831804000
- Дом № 8 — особняк А. И. Новинского, 1882, арх. Н. Ф. Беккер.  7831814000 Ныне — Детская библиотека иностранной литературы имени Михаила Яснова.
- Дом № 9 (2-я Советская улица, 10, литера Б) — доходный дом Г. А. Бернштейна. 1904—1905, арх. А. С. Хренов.  791410029340005
- Дом № 18 (угловой, Суворовский пр., 6) — дом М. М. Тимофеева, 1864, арх. Р. Я. Оссоланус, здание перестроил в 1902—1903 годах гражданский инженер Э. Г. Перримонд.  7831919001
- Дом № 18 (Суворовский пр., 6, литера Б) — дом Л. М. Яковлевой, 1902—1903, гражд. инж. Э. Г. Перримонд.  7831919002
- Дом № 30 (Суворовский пр., 5) — доходный дом А. И. Александровой (И. И. Кудряшова), 1837, арх. К. Е. Егоров, угловую часть в 1844 г. расширил арх-р В. Е. Морган.  7831918000